# エンブラエル レガシー 500
レガシー 500 (EMB-550)
レガシー 450 (EMB-545)
飛行中のレガシー 500 (降着装置を展開)
- 用途：ビジネスジェット
- 製造者： エンブラエル
- 初飛行：
500 : 2012年11月27日
450 : 2013年12月28日
- 生産数：
500 : 80機[1]
450 : 58機[1]
- 運用状況：運用中
- ユニットコスト：
500 : 2,000万USドル[2]
450 : 1,657万USドル[2]

エンブラエル レガシー 500/450 (EMB-550/EMB-545) は、エンブラエルが2008年4月に開発を始めた中型のビジネスジェットである。平床で人が立てる高さのキャビンと、フライ・バイ・ワイヤ式制御を特徴としていた。
長胴の500は、乗客4人時に5,788 km飛行でき、最大12人まで乗せることができる。500は2012年11月27日に初飛行し、2014年8月12日に型式証明を受けた。短胴の450は、乗客4人時に5,378 km飛行でき、最大9人の乗客を乗せることができる。450は2013年12月28日に初飛行し、2015年8月11日に型式証明を受けた。

## 開発
エンブラエルは2007年8月のNBAA (全米ビジネス航空協会) 総会で、700万ドルのフェノム 300と2,600万ドルのレガシー 600の間に位置づける二つのコンセプトについて、客室のモックアップを公表した。それらは、MSJ (midsize jet, 中型機)、MLJ (midlight jet, 中型軽量機) と呼ばれ、機体数で市場の22%を占めるタイプのものだった。これらは平床で人が立てる高さのキャビンを共有するが、MLJ が2,200海里 (4,074 km) 飛べるのに対して、MSJ は8人の乗客を乗せられるように152 cm長く、かつ2,800海里 (5,186 km) 飛べる。
計画は2008年4月に開始され、エンブラエルは7億5000万ドルを投資し、長胴型を2012年に、短胴型を2013年に市場投入する計画だった。ハネウェル HTF7500E ターボファンエンジンや、ロックウェル・コリンズ製のコックピット統合型電子機器 Pro Line Fusion、パーカー・ハネフィンによるフライ・バイ・ワイヤ式の操縦系統が採用された。
2008年5月のEBACE（ヨーロッパ・ビジネス航空博覧会）において、長胴型はレガシー 500と名付けられ、1,840万ドルの価格が設定された。また、短胴型はレガシー 450と名付けられ、1,525万ドルの価格設定がされた。これらの機種はシステムの95％を共通にしている。
2016年6月2日、フロリダ州メルボルンで組立ラインの開設を記念する式典が開かれた。このラインは、既存のフェノム 100とフェノム 300の製造ラインに加える形で、最終仕上げ施設や飛行準備施設と共に開設された。最初のレガシー 450は5月16日から組立ラインに乗っているが、それが納品されるのは12月中旬の見込みである。この設備は年に96機のフェノムと72機のレガシーを組み立てることができる。フロリダで生産されるレガシー 450の初号機は2016年12月に納入された。その胴体はブラジルのボトゥカトゥで、翼はポルトガルのエヴォラで作られたものだった。
最初のレガシー 500は2017年1月に最終組立が始まり、7月に飛行した。最終的にエンブラエルはレガシー 500/450の生産の大半をフロリダに移す予定であるが、そのスケジュールはまだ決まっていない。

## デザイン

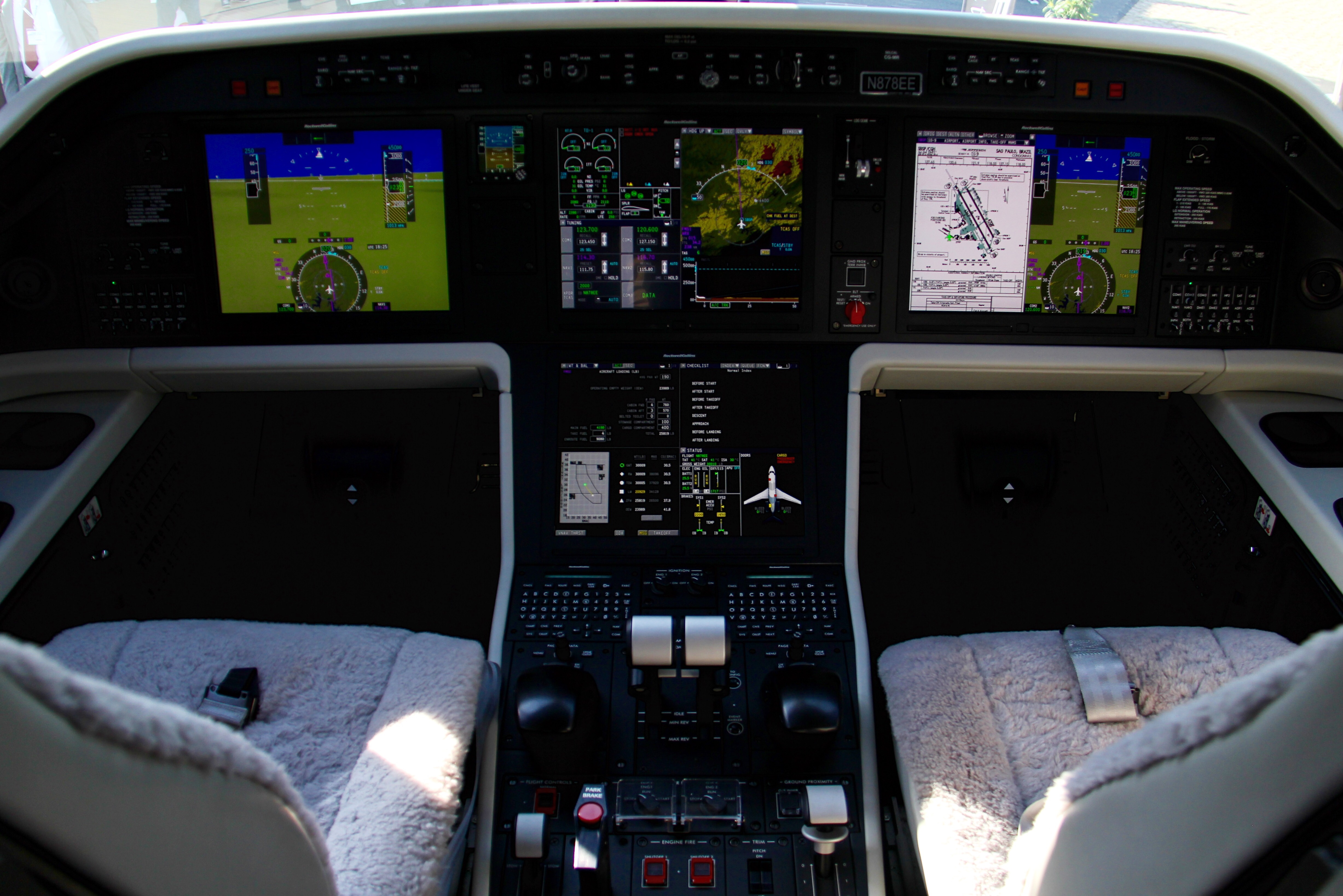
4基の大画面マルチファンクションディスプレイとサイドスティックを備えたコックピット

これらのモデルはT字尾翼を持つ低翼機であり、キャビンは与圧されている。また、後部に据え付けられた2基のターボファンエンジンを動力とする。降着装置は完全に格納可能で、舗装された滑走路に特化した設計となっている。グラスコックピットには4基の大画面マルチファンクションディスプレイがある。操縦は、オートパイロットや自動推力調整、閉ループ制御、フライ・バイ・ワイヤ式操縦系統の監視といった機能を備えた飛行管理装置を通じて行う。機体は、昼間、夜間、VFR (有視界飛行方式)、IFR (計器飛行方式) での認証を受けている。また、RVSM (短縮垂直間隔)や凍結気象状態での飛行、拡大洋上飛行、カテゴリー2のILS (計器着陸装置)、標高4,200 m (13,800フィート) までの空港での運用、スティープアプローチ (空港への急角度での降下)も認められている。
エンブラエルは、目視基準を必要とする着陸決心高度を接地点の上空30m (100フィート) にまで下げることができる EVS(エンハンスト・ビジョン・システム) を、515,000ドルで提供する。これは、ロックウェル・コリンズのヘッドアップディスプレイ HGS-3500 と、赤外線カメラ EVS-3000 からなる。FAA (連邦航空局) のドラフト (AC 20-167A) は、必要な目視基準をEVSで可視化できる場合は、高度30m以下にも降下できるようにすることを提案している。これは、限定的なILS(計器着陸装置)しか持たない多くの小規模空港でも、カテゴリー2や3に相当する降下ができることを意味する。

## 派生機

### レガシー 500 (EMB-550)

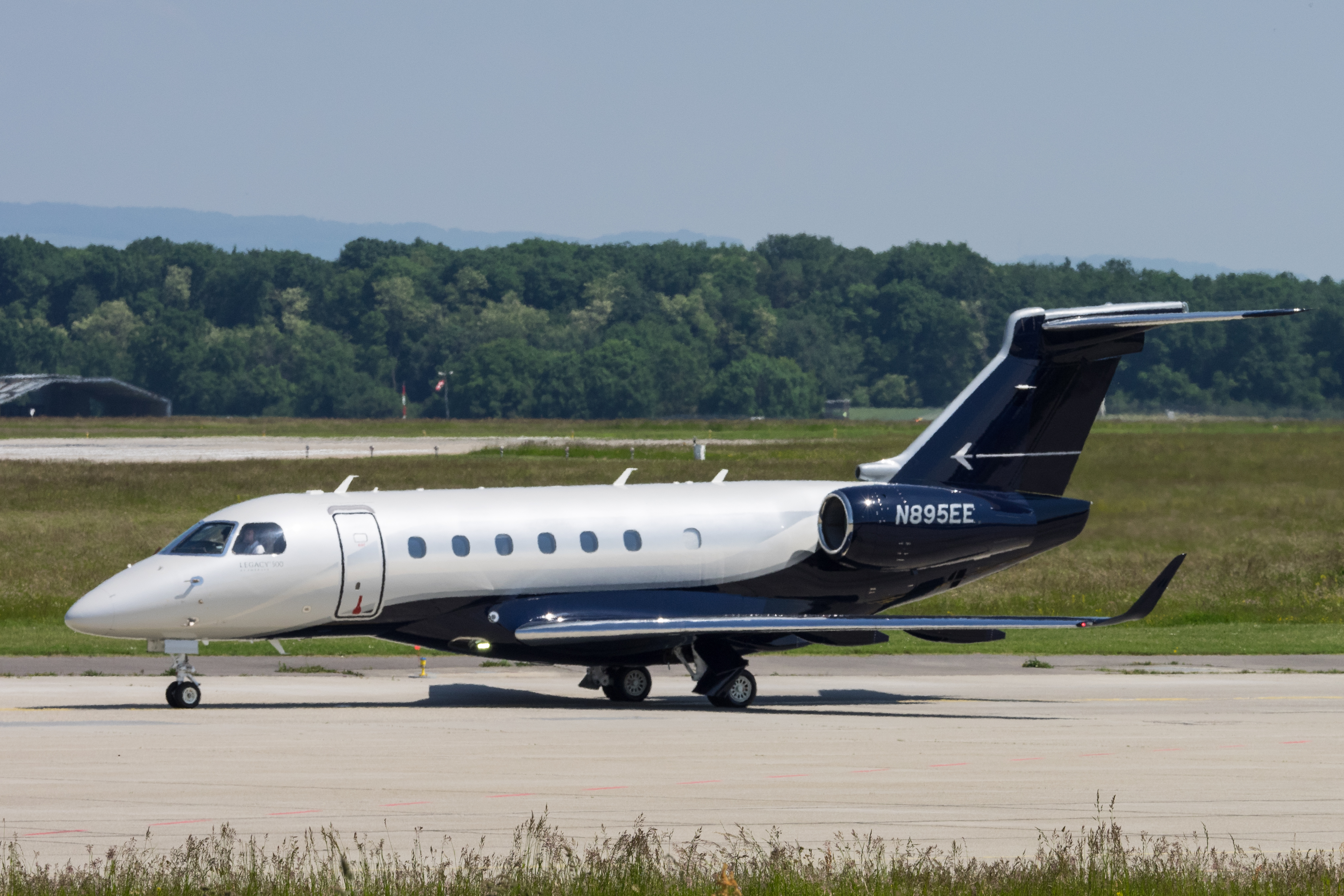
レガシー 500 : 側面に7枚の窓を持つ

エンブラエルの開発スケジュールは、フライ・バイ・ワイヤ式操縦系統のソフトウェア開発が予定通りにいかなかったため、遅延した。800人のエンジニアの支援を受け、2012年第3四半期に予定される初飛行に先立ち、地上試験やシステム評価に用いるためのレガシー 500の最初のプロトタイプが、2011年12月23日に完成した。最初のエンジン試験は2012年1月17日に行われた。
レガシー 500の初飛行は、2012年11月27日に行われた。この時点では型式証明と最初の納入は2014年初頭と考えられていた。1,800時間の飛行試験と2万時間の実験室試験を終え、2014年8月12日にブラジル民間航空局から型式証明を受けたが、これは開発目標を過ぎていた。最初の納入は2014年10月11日にブラジルの企業に対して行われた。そして、FAA (アメリカ連邦航空局) の型式証明を2014年10月21日に取得した。50機目のレガシー 500の納入は、2016年第3四半期と見込まれている。
レガシー 500は最大12人を乗せる構成にでき、乗客8人の場合は5,460 km、乗客4人の場合は5,788 km飛行できる。機体のフライ・バイ・ワイヤ制御は安全性や快適性を高めている。初期巡航高度である13,100 m (43,000フィート) への上昇には22分かかる。また、27度の後退角は、長距離巡航時に 807 km/h の真対気速度を実現している。この速度はマッハ数でいうと0.76～0.78程度である。もしマッハ0.80で巡航するならば、航続距離は3%短くなる。
レガシー 500は、1,790万ドルのセスナ サイテーション・ソヴリン+ や、2,340万ドルのセスナ サイテーション Xのような中型機と競合し、2,400万ドルのガルフストリーム G280や2,600万ドルのボンバルディア チャレンジャー 350のような高性能な中型機 (super-midsize) とも競合する。また、中止になったリアジェット85の計画とも比較されうる。
ボンバルディアはチャレンジャー 300/350の価格を、レガシー 500の2,000万ドルという価格に合わせて700万ドル安くしたが、ガルフストリームはG280の価格を2,450万ドルに据え置いた。しかし、高性能な中型機の供給過剰により、レガシー 500の中古市場における基準価格は25%下がった。

### レガシー 450 (EMB-545)

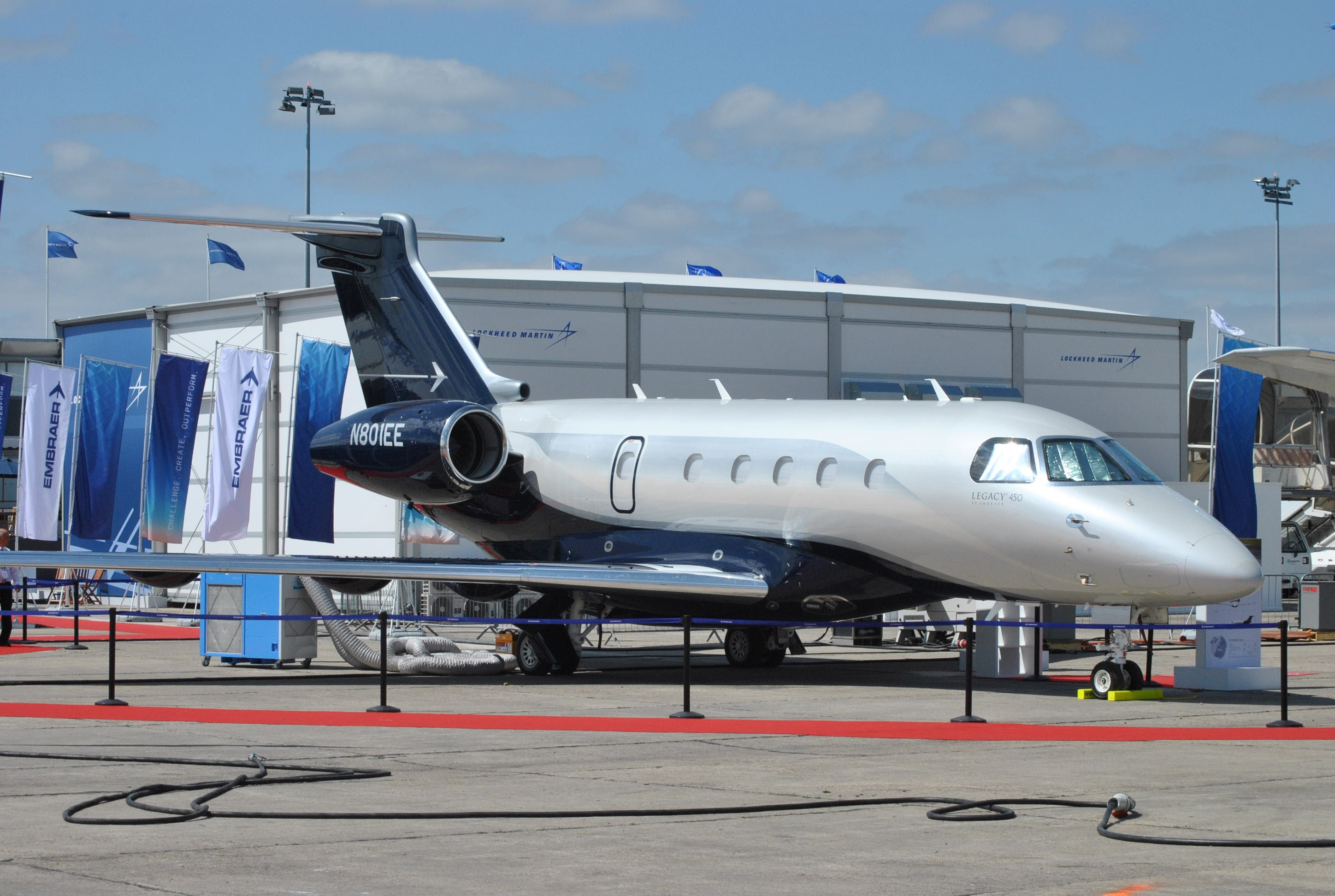
レガシー 450 : 側面に6枚の窓を持つ

レガシー 450の初飛行は2013年12月28日に行われた。そしてブラジルの型式証明を2015年8月11日に受けたが、開発目標を過ぎていた。アメリカの型式証明は2015年8月31日に受けた。この機の胴体は122 cm (4フィート) 短くなっている。また機体の飛行寿命は27,500時間である。レガシー 450は、1,625万ドルのセスナ サイテーション・ラティチュードや、1,790万ドルのセスナ サイテーション・ソヴリンと競合する。2016年7月、型式証明を受けた航続距離は、5,378 kmへと609 km延ばされた。また、乗客数は7人から9人へ変更された。

## 運用歴
| モデル       | 2014 | 2015 | 2016 | 2017 | 2018 | 2019 | 2020 |
| ------------ | ---- | ---- | ---- | ---- | ---- | ---- | ---- |
| レガシー 500 | 3    | 20   | 21   | 15   | 9    | 11   | 1    |
| レガシー 450 | -    | 3    | 12   | 14   | 14   | 15   | 0    |

納入された50機超のレガシー 500のうち、70%近くがアメリカにある。その多くがフォーチュン1000企業か、裕福な個人に所有されている。メキシコのトルーカを拠点とするフライ・アクロスは、4機のレガシー 500を運航している。また、レガシー 450と500を5機ずつ購入予定のフレックスジェットは、最大の運用者となる見込みである。レガシー 500の平均的な飛行は2時間以下であり、1機だけ所有する運用者は年に150～200時間飛ばすが、複数所有する運用者は年に700時間以上飛ばしている。
最初の1時間の燃料消費は 1,000～1,090 kgである。その後、まだ重量が重いときの燃料消費は1時間あたり 770～820 kg だが、機体が軽くなるにつれ 680～730 kg まで下がる。2基の ハネウェル HTF7500E の飛行1時間あたりのメンテナンスコストは、使い方によって642～658ドルである。機体コストは、利用が少ない場合、1時間あたり321ドルに加えて月間の固定費が4,300ドルである。バッテリーと飲料水サービスを除いて、多くの部品は壊れても修理しやすいように圧力容器の外側に据え付けられており、出発の信頼性は99％以上になっている。

## スペック
| モデル                               | レガシー 450                   | レガシー 500                  |
| ------------------------------------ | ------------------------------ | ----------------------------- |
| 乗員                                 | 2                              | 2                             |
| 乗客数                               | 7-9 人                         | 8-12 人                       |
| 荷物室                               | 4.25 m3                        | 4.39 m3                       |
| 全長                                 | 19.69 m                        | 20.74 m                       |
| 全高                                 | 6.43 m                         | 6.44 m                        |
| 全幅                                 | 20.25 m                        | 20.25 m                       |
| 翼面積                               | 40.1 m2                        | 40.1 m2                       |
| 基本運航重量                         | 10,400 kg                      | 10,631 kg                     |
| 最大積載量                           | 1,325 kg                       | 1,270 kg                      |
| 最大燃料時の積載量                   | 726 kg                         | 726 kg                        |
| 最大 無燃料重量                      | 11,750 kg                      | 12,020 kg                     |
| 最大着陸重量                         | 14,750 kg                      | 15,660 kg                     |
| 最大離陸重量                         | 16,000 kg                      | 17,400 kg                     |
| 最大燃料                             | 4,962 kg オプション : 5,870 kg | 5,963 kg                      |
| キャビン高度                         | 1,800 m                        | 1,800 m                       |
| キャビン 高                          | 183 cm                         | 183 cm                        |
| キャビン 幅                          | 208 cm                         | 208 cm                        |
| キャビン 長                          | 7.3 m                          | 8.2 m                         |
| エンジン（ターボファン）(2×)         | ハネウェル HTF7500E            | ハネウェル HTF7500E           |
| 推力                                 | 29.1 kN (国際標準大気 + 18°C)  | 31.3 kN (国際標準大気 + 18°C) |
| 最高速度                             | マッハ 0.83                    | マッハ 0.83                   |
| 長距離巡航時の速度                   | 856 km/h                       | 863 km/h                      |
| 失速速度                             | 193 km/h                       |                               |
| 最小操縦速度                         | 263 km/h                       |                               |
| 航続距離                             | 5,378 km                       | 5,788 km                      |
| 最大巡航高度                         | 13,716 m                       | 13,716 m                      |
| 上昇時間                             | 13,100 m (43,000 ft) まで21分  | 13,100 m (43,000 ft) まで22分 |
| 翼面荷重                             | 400 kg/m2                      | 430 kg/m2                     |
| 離陸距離                             | 1,191 m                        | 1,245 m                       |
| 着陸距離                             | 637 m                          | 647 m                         |
| 長距離巡航時の燃料消費 (1時間あたり) | 806 l                          | 893 l                         |

1. 1 2  運用者は、基本運航重量はエンブラエルによる 10,750 kg という見積もりより 91～181 kg 重く、最大燃料時の積載量は見積もりの 810 kg よりも軽い 630～720 kg であると報告している。[28]
2. 1 2  最大離陸重量、乗客4人時、NBAA IFR reserves、予備燃料 200海里分, 海面, 国際標準大気。

## 参照
1. 1 2 3  “Business Jets; 1996-2023; 2024-04-25”.   General Aviation Manufacturers Association (2024年4月). 2024年7月27日閲覧。
2. 1 2 3 4 5 6  “Business Airplane Tables”.   aviation week (2015年5月). 2017年12月27日閲覧。
3. ↑  Curt Epstein (2007年9月26日). “Embraer unveils concepts for two new midsize aircraft”. Aviation International News
4. ↑  "Embraer announces embraer MSJ and embraer MLJ executive jets" (Press release). Embraer. 8 April 2008.
5. ↑  “Embraer renames MLJ/MSJ as Legacy 450/500 – announces launch schedule”. domain-b.com. (2008年5月22日)
6. ↑  “Embraer's Legacy 500”. Business Jet Traveler. (2011年12月2日)
7. ↑  “Embraer Makes Progress On New ‘Mid’ Offerings”. Aviation Week & Space Technology. (14 October 2013).
8. ↑  Chad Trautvetter (2016年6月2日). “Embraer Starts Legacy 450/500 Production in U.S.”. Aviation International News
9. ↑  Stephen Trimble (2016年12月14日). “Embraer delivers first US-assembled Legacy 450”. Flight Global. 2017年12月27日閲覧。
10. ↑  "Embraer flies first Legacy 500 assembled in Melbourne" (Press release). Embraer. 13 July 2017.
11. ↑  Chad Trautvetter (2017年4月24日). “Embraer To Assemble Bulk of Legacy 450/500s in Florida”. Aviation International News
12. 1 2 3 4  “Operational Evaluation Report Embraer Legacy 500/450”.   ANAC (2017年9月13日). 2017年12月27日閲覧。
13. ↑  “Embraer's vision enhancer shows great promise”. Flight Global. (2016年8月16日)
14. ↑  “NBAA: Embraer faces Legacy 500 fly-by-wire delays”. Flight International. (2011年10月11日)
15. ↑  "Embraer Rolls Out Legacy 500 Executive Jet" (Press release). Embraer. 26 December 2011.
16. ↑  “Embraer Rolls Out First Legacy 500”. Aviation International News. (2012年1月3日)
17. ↑  "First Engine Run For The Legacy 500" (Press release). Embraer. 6 February 2012.
18. ↑  “Embraer completes first engine run on Legacy 500 business jet”. Flight International. (2012年2月13日)
19. ↑  “Embraer Legacy 500 Makes 'Flawless' First Flight”. Aviation International News. (2012年11月27日)
20. 1 2  "Legacy 500 Executive Jet awarded Brazilian certification" (Press release). Embraer. 12 August 2014.
21. ↑  "Embraer delivers first Legacy 500 Executive Jet" (Press release). Embraer. 10 October 2014.
22. ↑  “Embraer delivers Legacy 500 to launch customer”. Flight International. (2014年10月10日)
23. ↑  “NBAA: Embraer Legacy 500 cleared for US flights”.   Flight International (2014年10月22日). 2017年12月27日閲覧。
24. ↑  “Embraer opens Legacy final assembly facility in Melbourne”. Flight International. (2016年6月8日)
25. 1 2  “Legacy 500 Brochure”.   Embraer. 2017年12月27日閲覧。
26. ↑  Goyer, Robert (2015年2月2日). “We Fly: Embraer Legacy 500”. Flying
27. ↑  Matt Thurber (2015年6月29日). “Pilot Report: Embraer Legacy 500”. Aviation International News
28. 1 2 3 4 5  Fred George (2017年9月22日). “Legacy 500: Super Midsize Technology Leader Fights For Market Share”. Aviation Week Network
29. ↑  “Embraer Legacy 500 Versus the World: Comparison Specs”. Flying. (2015年2月3日)
30. ↑  "Embraer Executive Jets debuts Legacy 450 at EBACE 2015" (Press release). Embraer. 16 May 2015.
31. ↑  "Embraer's Legacy 450 Executive Jet awarded Brazilian certification" (Press release). Embraer. 11 August 2015.
32. ↑  “Embraer Legacy 450 Wins Brazilian Approval”.   Aviation International News (2015年8月11日). 2017年12月27日閲覧。
33. ↑  “Embraer's Legacy 450 Jet Now FAA-Certified”.   AVweb (2015年8月31日). 2017年12月27日閲覧。
34. 1 2 3 4 5  “Embraer Legacy 450 Pilot Report”.   Business & Commercial Aviation (2015年9月28日). 2017年12月27日閲覧。
35. ↑  "Embraer's Legacy 450 certified for 2,904 nm range" (Press release). Embraer. 12 July 2016.
36. 1 2  “Legacy 450 Brochure”.   Embraer. 2017年12月27日閲覧。
37. ↑  Fred George (2014年5月1日). “Pilot Report: Legacy 500”. Business & Commercial Aviation
38. ↑  “Type Certificate Data Sheet”.  FAA (2016年5月11日). 2017年12月27日閲覧。
39. ↑  “Legacy 450 performance”.   Embraer. 2017年12月27日閲覧。
40. ↑  “Legacy 500 performance”.   Embraer. 2017年12月27日閲覧。